# Пекар
Пекар је мајстор или радник који се бави спремањем (справљањем) и печењем хлеба и других пецива. 
Пре скоро 90 година, у Србији је постојао пекарски еснаф. То је било удружење пекарских мајстора које је радило на томе да заштити углед и интересе своје професије. Пекари су се тада називали екмеџијама (турцизам). Тада је мало људи обављало овај посао. Да би постао прави пекарски мајстор, прво би се пријавио као шегрт код неког пекара (газде-мајстора), и затим у тим радионицама (пекарама) изучавао занат. Када би газда увидео да је шегрт научио занат, позвао би стручну комисију. Комисија би на основу знања и умешности шегрта, доделила шегрту мајсторско писмо. На основу тог документа се доказује да је та особа постала мајстор свог заната односно пекар.
Данас, и даље постоји пекарски еснаф и Унија пекара Србије. У тим удружењима су данас чланови углавном стари пекари, а њих има мало. Пошто се пекарска делатност ширила, сходно томе данас постоје мајстори (занимања) за хлеб (хлебари), пециво (пецивари) и бурек (бурегџије). Мада, доста мајстора зна два, неретко и сва три посла. Старе зидане (турске) пећи (у неким крајевима су их звали вурње, вуруне, фуруне) су замењене новим: парним, електричним и пећима на чврсто гориво, али се традиционално за најукуснији сматра хлеб из зиданих пећи.
Данас је широка понуда пекарских производа, али у условима нелојалне конкуренције пекари се тешко боре, а опстају само захваљујући свом знању и квалитету својих производа. Пекарски посао је тежак јер се обавља у веома тешким условима при великој врућини и ноћу, да би врућ и свеж хлеб био испечен до јутра.
Православни пекари имају и свог свеца заштитника, а то је Свети Атанасије, и слави се 31. јануара сваке године.